# 湯川トーベン
湯川トーベン（ゆかわトーベン、1953年9月4日 - ）は日本のミュージシャン、ベーシスト。東京都出身。ミュージシャンの湯川潮音は娘。
子供ばんどを経て、遠藤賢司バンド（エンケンバンド）・フォークロックス・TRIPLE DIAMONDなどに参加。他にもソロ活動やスタジオ・ミュージシャンとして国内アーティストのレコーディングにも参加し、またライブのサポートなど多方面で活躍している。

## 略歴
- 1967年 - 同級生とTHE RAVENSを結成。
- 1973年 - THE RAVENSが神無月と改称。キングレコードからデビュー。
- 1975年 - メンバー脱退により神無月が解散。
- 1979年 - ヤマハのEAST WESTコンテスト出演のため子供ばんどに助っ人として参加し、優勝。
- 1980年 - 子供ばんどに正式加入。デビュー。
- 1983年 - 子供ばんどから脱退。
- 1983年 - アルファベッツに参加。
- 1987年 - 再び子供ばんどにサポートとして参加。
- 1988年 - 子供ばんど活動休止。
- 1989年 - 石塚俊明（頭脳警察）と共にエンケンバンドに参加。
- 1994年 - ツインゴッデスという格闘ゲームの音楽を担当。
- 1999年 - 初のソロアルバム「ハナ」発表。
- 2009年 - 村田和人、野口明彦らとザ・サイクリングスを結成。
- 2011年 - 子供ばんど再始動。

## ディスコグラフィー

### アルバム
| 発売日         | レーベル                 | 規格 | 規格品番     | アルバム                                |
| -------------- | ------------------------ | ---- | ------------ | --------------------------------------- |
| 1999年6月      |                          | CD   |              | ハナ                                    |
| 2007年2月21日  | ユニバーサルミュージック | CD   | POCE-3220    | ハナ                                    |
| 2002年12月28日 |                          | CD   |              | うた                                    |
| 2007年2月21日  | ユニバーサルミュージック | CD   | POCE-3219    | うた                                    |
| 2005年12月17日 |                          | CD   |              | そら ※ 娘である湯川潮音がコーラスで参加 |
| 2006年11月8日  |                          | CD   |              | そら ※ 娘である湯川潮音がコーラスで参加 |
| 2007年5月17日  | ハナレコード             | CD   | HANA-0003    | そら ※ 娘である湯川潮音がコーラスで参加 |
| 2009年12月20日 | ハナレコード             | CD   | HANA-0004    | そら ※ 娘である湯川潮音がコーラスで参加 |
| 2013年5月10日  | ハナレコード             | CD   | HANA4060-001 | おはよう今日一日君は何しているの        |
| 2013年12月20日 | ハナレコード             | CD   | HANA4060-002 | 勝手にベスト 1999-2013                  |
| 2018年7月22日  | ハナレコード             | CD   | HANA-0006    | LIVE 2007.2.21                          |
| 2019年9月4日   | ハナレコード             | CD   | HANA4666-002 | アリくんの唄                            |
| 2022年9月28日  | ハナレコード             |      |              | 2006 - EP                               |
| 2023年12月20日 | ハナレコード             |      |              | Singles                                 |

### シングル
| 発売日        | レーベル     | 規格 | 規格品番     | 面 | タイトル       |
| ------------- | ------------ | ---- | ------------ | -- | -------------- |
| 2016年2月10日 | ハナレコード | EP   | HANA4060-003 | A  | 天国行きのバス |
| 2016年2月10日 | ハナレコード | EP   | HANA4060-003 | B  | 一週間         |

### 参加作品
- 中野督夫「フォークロックス LIVE! 1991～1999 (with 永井ルイ, 湯川トーベン, 向山テツ, 本多”taco-bow”正典, 村田和人 & 山本圭右)」（2021年6月3日）
- 中野督夫、永井ルイ、湯川トーベン、向山テツ、本多”taco-bow”正典、村田和人「フォークロックス LIVE! Ⅱ 1991-1999」（2021年10月13日）

## その他
- 斉藤和義のライブのサポート
- 五島良子のライブのサポート
- Spiral Lifeのレコーディング・ライブのサポート
- 黒沢健一のライブのサポート
- Coccoのライブのサポート
- Scudelia Electroのレコーディング・ライブのサポート
- 木暮武彦率いるPsychodeliciousのアルバム「一人だけの世界」に参加
- 村田和人率いる村田バンドに参加
- チエ・カジウラのレコーディングのサポート